# Stella Hilb
Stella Hilb (* 1986 in Frankfurt am Main) ist eine deutsche Theater- und Filmschauspielerin.

## Leben
Stella Hilb verbrachte ihre ersten Lebensjahre in Bologna und studierte von 2006 bis 2010 Schauspiel an der Hochschule für Film und Fernsehen Konrad Wolf. Zunächst arbeitete sie als freischaffende Schauspielerin. Zur Spielzeit 2019/20 engagierte sie Sonja Anders als festes Ensemblemitglied an das Schauspiel Hannover. Neben ihren Theaterengagements hat sie in Kino- und Fernsehproduktionen mitgewirkt, u. a. in Sönke Wortmanns Charité. Sie lebt in Berlin.

## Theater (Auswahl)
- 2010: Nathan der Weise (Vereinigte Bühnen Bozen)
- 2011: Die Weber (neues theater Halle, Regie: Jo Fabian)
- 2011: Arzt wider Willen (Neues Theater Halle, Regie: Michael Schweighöfer)
- 2013: Maria Stuart (Neues Theater Halle, Regie: Matthias Brenner)
- 2013: Leben des Galilei (Neues Theater Halle, Regie: Jo Fabian)
- 2013: Tartuffe (Neues Theater Halle, Regie: Matthias Brenner)
- 2014: Ödipus.stadt (Neues Theater Halle, Regie: Wolfgang Engel)
- 2014: Effi Briest (Neues Theater Halle)[4]
- 2015: Wir sind keine Barbaren (Neues Theater Halle, Regie: Ronny Jakubaschk)
- 2015: Mephisto (Neues Theater Halle)
- 2015: Don Quijote (Neues Theater Halle, Regie: Christoph Werner)[5]
- 2015: Mad Madams (Neues Theater Halle)[6]
- 2016: In der Republik des Glücks (Neues Theater Halle, Regie: Martina Eitner-Acheampong)
- 2014: Kings (Ballhaus Naunynstraße)[7]
- 2016: The making of (Maxim Gorki Theater, Regie: Nora Abdel-Maksoud)[8]
- 2019: Zeit aus den Fugen (Schauspiel Hannover, Regie: Laura Linnenbaum)[9]

## Filmografie (Auswahl)
- 2009: Barriere (Regie: Andreas Kleinert)
- 2009: Krankheit der Jugend (Regie: Dieter Berner)
- 2012: Nacht über Berlin (Regie: Friedemann Fromm)[10]
- 2014: Nackt Unter Wölfen (Regie: Philipp Kaddelbach)
- 2017: Charité (Regie: Sönke Wortmann)[11]
- 2017: Wir schaffen das schon (Regie Andreas Arnstadt)
- 2018: Tatort: Zeit der Frösche (Fernsehreihe)
- 2020: Der Kommissar und die Wut (Fernsehfilm)
- 2021: SOKO Potsdam (Fernsehserie, Folge: Zu deinem Schutz)
- 2022: Tatort: Borowski und der Schatten des Mondes (Fernsehreihe)

## Hörspiele
- 2011: E-Waste (Deutschlandradio, Regie: Michael Becker)
- 2008: Krankheit der Jugend (Deutschlandradio, Regie Ulrich Gerhardt)

## Auszeichnungen
- 2013: Schauspiel-Förderpreis der Freunde des Neuen Theater Halle e.V.